# Aromas (álbum)
Aromas es un álbum de estudio de Manolo Escobar, grabado en 1997. Es uno de los últimos disco de los años 90, dónde se encuentra canciones como Agarrado a una botella, El abuelo, La primera vez que fui, Me he enamorado de una gitana, Me vuelve loco Sevilla, No espere más, Prohibido, Que te voy a comer, Quédate, Si estas amando, Si tu supieras.

## Pistas
| Aromas |                                 |          |  |
| N.º    | Título                          | Duración |  |
| 1.     | «Agarrado a una botella»        | 3.21     |  |
| 2.     | «El abuelo»                     | 4.41     |  |
| 3.     | «La primera vez que fui»        | 4.15     |  |
| 4.     | «Me he enamorado de una gitana» | 3.27     |  |
| 5.     | «Me vuelve loco Sevilla»        | 3.46     |  |
| 6.     | «No espere más»                 | 3.56     |  |
| 7.     | «Prohibido»                     | 3.04     |  |
| 8.     | «Que te voy a comer»            | 3.43     |  |
| 9.     | «Quédate»                       | 3.41     |  |
| 10.    | «Si estás amando»               | 2.41     |  |
| 11.    | «Si tu supieras»                | 4.27     |  |